# Вранча (жудец)
Жуде́ц Вра́нча (рум. Județul Vrancea) — румынский жудец в регионе Западная Молдавия.

## География
Жудец занимает площадь в 4857 км².
Жудец расположен у изгиба Среднекарпатского хребта и является самым сейсмоопасным в Румынии. Вранчанское землетрясение 1977 года имело мощность 8 баллов в эпицентре и около 7.5 в Бухаресте, где погибло около 1,5 тыс. чел .
Граничит с жудецами Васлуй и Галац — на востоке, Ковасна — на западе, Бакэу — на севере, Бузэу — на юге и Брэила — на юго-востоке.

## Население
В 2011 году население жудеца составляло 323 080 человек, плотность населения — 66,52 чел./км².
Согласно данным переписи 2016 года, население жудеца составляло 391 169 человек.
| Год  | Население |
| ---- | --------- |
| 1930 | 262 559   |
| 1948 | 290 183   |
| 1956 | 326 532   |
| 1966 | 351 292   |
| 1977 | 369 740   |
| 1992 | 393 408   |
| 2002 | 387 632   |
| 2007 | 392 619   |
| 2016 | 391 169   |

## Административное деление
В жудеце находятся 2 муниципия, 3 города и 68 коммун.

### Муниципии
- Фокшань (Focşani)
- Аджуд (Adjud)

### Города
- Мэрэшешти (Mărăşeşti)
- Одобешти (Odobeşti)
- Панчу (Panciu)

### Коммуны
| - - Андреяшу-де-Жос - Бильешти - Богешти - Болотешти - Бордешти - Броштени - Бэлешти - Бырсешти - Валя-Сэри - Видра - Византя-Ливези - Винтиляска - Врынчоая - Вултуру - Вынэтори - Выртешкою - Гароафа | - - Голешти - Гологану - Гуджешти - Гура-Калицей - Думбрэвени - Думитрешти - Жариштя - Жития - Корбица - Котешти - Кымпинянка - Кымпури - Кырлиджеле - Кьождени - Мэйкэнешти - Мера - Милковул | - - Мовилица - Негрилешти - Нережу - Нисторешти - Нэнешти - Нэружа - Обрежица - Палтин - Пэунешти - Плоскуцени - Пояна-Кристей - Попешти - Пуфешти - Пэулешти - Региу - Руджинешти - Рэкоаса | - - Рэстоака - Сихля - Слобозия-Брадулуй - Слобозия-Чорэшти - Совежа - Спулбер - Стрэоане - Сурая - Тулничи - Тымбоешти - Тэнэсоая - Тэтэрану - Урекешти - Фитьонешти - Хомоча - Цифешти - Чорэшти |